# Gare de Toghza
La gare de Toghza est une gare ferroviaire algérienne située sur le territoire de la commune de Chorfa, dans la wilaya de Bouira.

## Situation ferroviaire
La gare de Toghza est située dans l'est de la commune de Chorfa, sur la ligne de Beni Mansour à Béjaïa, où elle est précédée de la gare de Beni Mansour et suivie de celle de Tazmalt.

## Service des voyageurs

### Desserte
La gare de Toghza est desservie par les trains régionaux de la liaison Beni Mansour - Béjaïa.